# РЭКС
РЭКС (РЭКС.Регион-экспресс, Региональный экспресс) — сервисная компания, являющаяся агентом по обслуживанию пассажиров нескольких пригородных экспрессов и ускоренных пригородных поездов ЭД4М и ЭП2Д в Москве и Московской области и РА3 в Орловской и Брянской областях. Перевозчиком на этих направлениях является ЦППК.
Бренд был создан компанией «Аэроэкспресс» совместно с ЦППК в октябре 2011 года для пригородных межрегиональных и межобластных перевозок. Цветографическое оформление поездов и билетов разработано компанией Plenum Brand Consultancy.
C 2012 года рассматривалась возможность запуска экспрессов между Москвой и городами соседних областей, который мог произойти в начале 2014 года.
По сравнению с обычными электричками цены на РЭКС примерно в два раза выше при проезде по Москве и от Москвы до городов, относящихся к 3-й тарифной зоне (тарифы рассчитываются по правилам для 7000-х поездов из городского заказа с повышающим коэффициентом не более 2). Количество безбилетников не превышает 5 %.
По мнению Алексея Безбородова (агентство Infranews), целью создания РЭКС было отделение прибыльных активов (маршрутов) от убыточных. Вероятно, что неприбыльные маршруты будут постепенно устраняться.
Перевозчики, предоставляющие РЭКС поезда, пользуются федеральной субсидией, покрывающей плату за пользование инфраструктурой. Сама компания РЭКС не несёт затрат, связанных с эксплуатацией пассажирского состава.
По данным директора ОАО «ЦППК» Михаила Хромова, проект РЭКС безубыточен.

## Первый запуск
3 октября 2011 года на Савёловском вокзале столицы при участии мэра Москвы С. Собянина и Президента ОАО «РЖД» В. Якунина состоялся торжественный запуск первых электропоездов проекта «РЭКС.Регион-экспресс».
Ожидалось около 500 миллионов рублей инвестиций в проект.

## Маршруты «РЭКС»

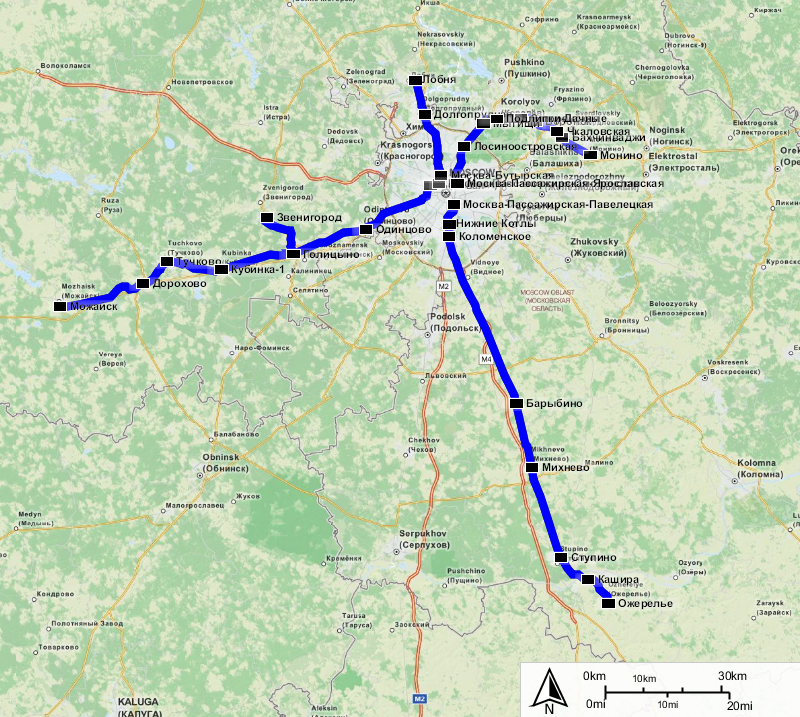
Маршруты поездов РЭКС, 10 февраля 2013 (interactive map)

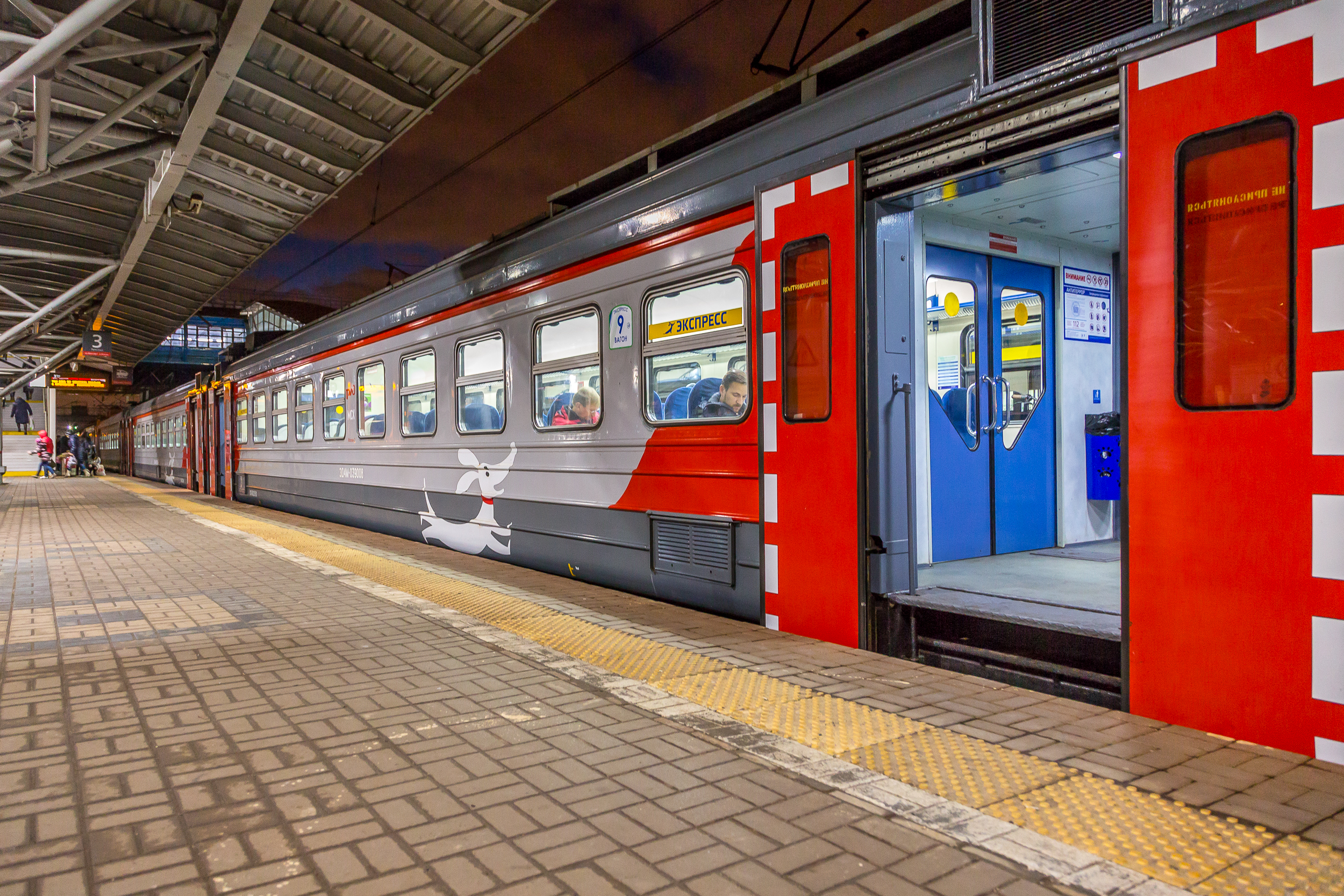
Электропоезд РЭКС на станции Мытищи

Официальные даты начала движения электропоездов,
брендированных «РЭКС. Регион-экспресс»
1. Октябрь 2011 г. — «Москва, Савёловский вокзал — Лобня»
2. Апрель 2012 г. — «Москва, Павелецкий вокзал — Ожерелье»[11]
3. Май 2012 г. — «Москва, Павелецкий вокзал — Домодедово»[12][13]
4. Май 2012 г.. — «Москва, Белорусский вокзал — Можайск»[14]
5. Май 2012 г.. — «Москва, Белорусский вокзал — Звенигород»[14]
6. Сентябрь 2012 г. — «Москва, Ярославский вокзал — Монино»
7. Сентябрь 2012 г. — «Москва, Ярославский вокзал — Болшево»
8. Ноябрь 2012 г. — «Москва, Ярославский вокзал — Пушкино»
9. Январь 2013 г. — «Москва, Казанский вокзал — Голутвин»
10. Июнь 2013 г. — «Москва, Ярославский вокзал — Фрязино»
11. Октябрь 2015 г. — «Москва, Ярославский вокзал — Александров-1» (ЭД4М-0387 экспресс «Фёдор Чижов», название которого сохранено только на электронных маршрутоуказателях)
12. Декабрь 2017 г. — «Москва, Ярославский вокзал — Сергиев Посад»
13. «Москва, Казанский вокзал — Шатура»
14. «Москва, Казанский вокзал — Раменское»
15. «Москва, Киевский вокзал — Малоярославец»
16. «Москва, Киевский вокзал — Калуга I»
17. «Москва, Рижский вокзал — Шаховская»
18. «Москва, Рижский вокзал — Волоколамск»
19. «Москва, Курский вокзал — Серпухов»

На большинстве направлений поезда совершают множество промежуточных остановок, но на маршруте до Лобни таких остановок только две (Окружная и Долгопрудная).
Составы РЭКС также некоторое время использовались в октябре 2012 года на направлении Москва — Дубна вместо старых экспрессов.
По состоянию на начало сентября 2023 года, на Белорусском направлении действуют поезда на Одинцово, Звенигород и Можайск, на Савёловском на Дубну, на Рижском на Шаховскую, на Ярославском на Мытищи, Болшево, Фрязино, Монино, Пушкино, Александров и Сергиев Посад, на Горьковском на Железнодорожную, Владимир, Ногинск и Крутое, на Казанском на Раменское, Голутвин, Куровскую и Шатуру, на Курском на Серпухов, на Киевском на Нару и Малоярославец, на Павелецком на Домодедово, Барыбино, Ожерелье и Узловую, в Орле на Верховье, Ливны и Брянск, в Брянске на Комаричи.

## Подвижной состав
На маршрутах компании «РЭКС» эксплуатируется 19 электропоездов модели ЭД4М, а также 15 электропоездов ЭП2Д Демиховского машиностроительного завода. Интерьер электропоездов обновлён, в нём установлены мягкие пассажирские кресла фирмы Borcad (Чехия) со складывающимися подлокотниками и зафиксированными спинками, стеллажи для багажа, новые системы климат-контроля, безопасности и противопожарной защиты. Кресла установлены по схеме 3+2, за счёт чего увеличено количество сидячих мест на 30 %.
Фирменный персонаж компании — пёс Рэкс изображён во внешнем оформлении всех единиц подвижного состава «РЭКС». На промежуточных вагонах пёс изображён целиком, на головных — только собачья голова до уровня шеи.

Варианты фирменной окраски подвижного состава РЭКС
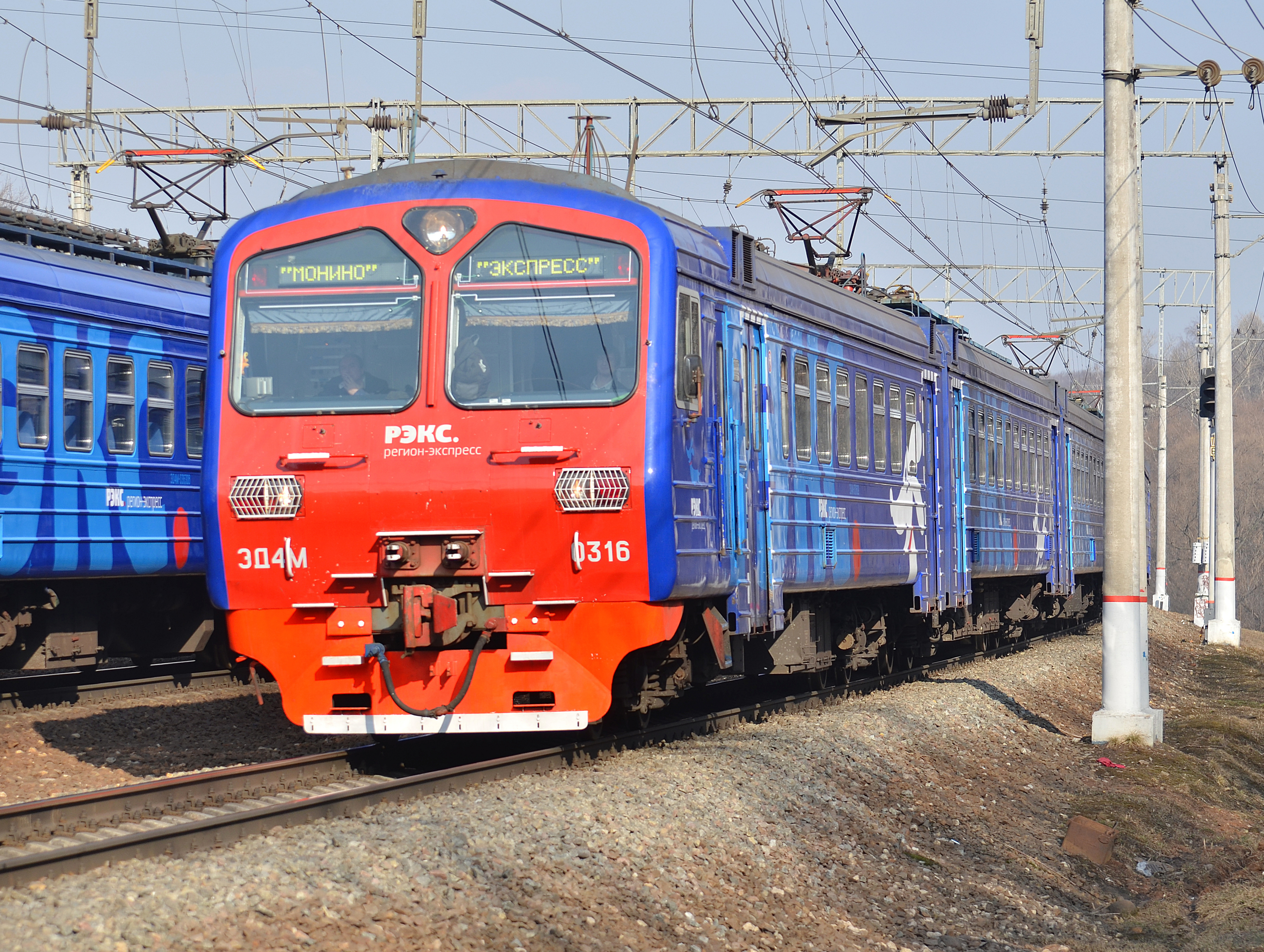
ЭД4М-0316 в сине-красной окраске
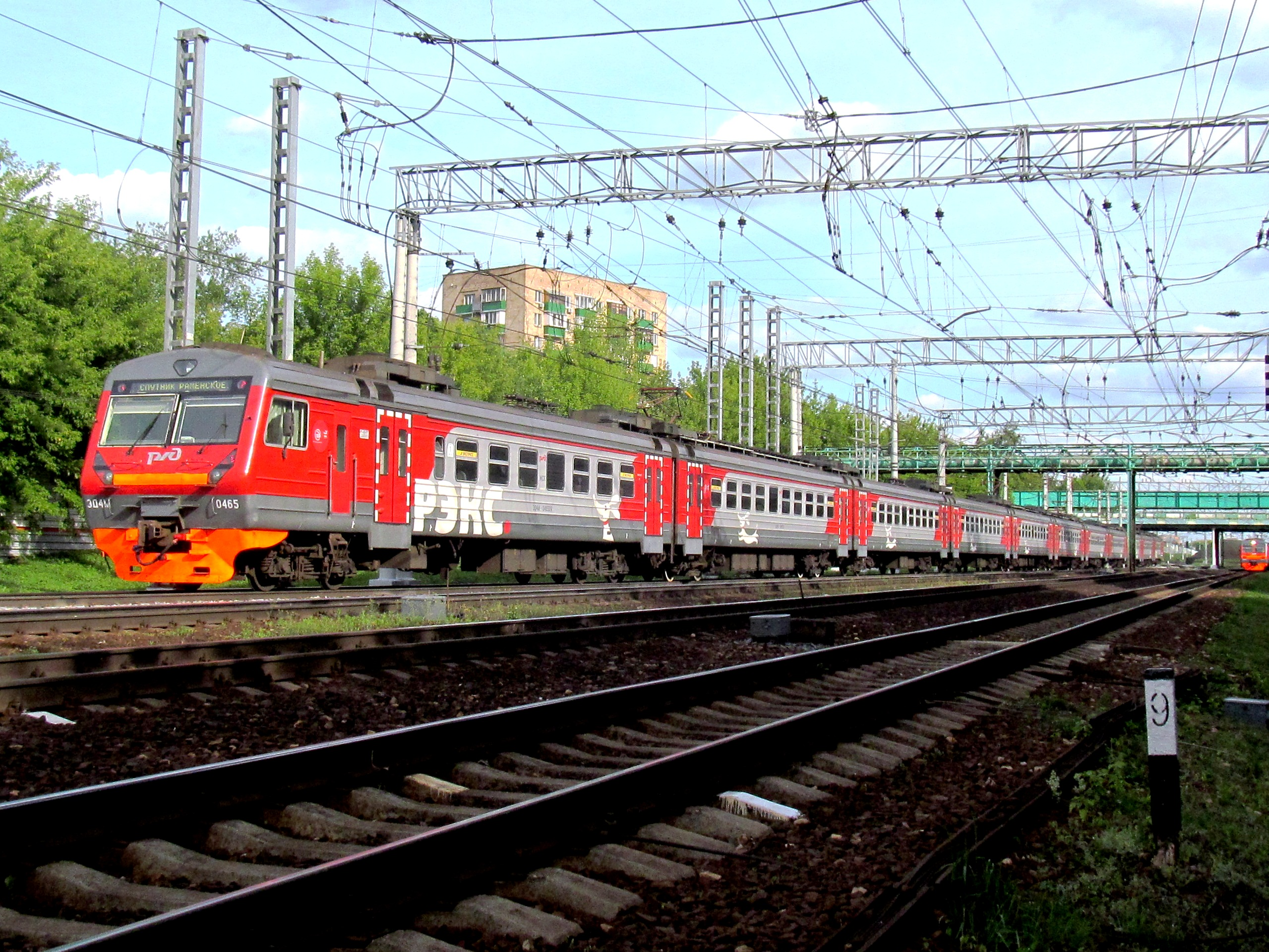
ЭД4М-0465 в серо-красной совмещённой окраске РЖД-РЭКС
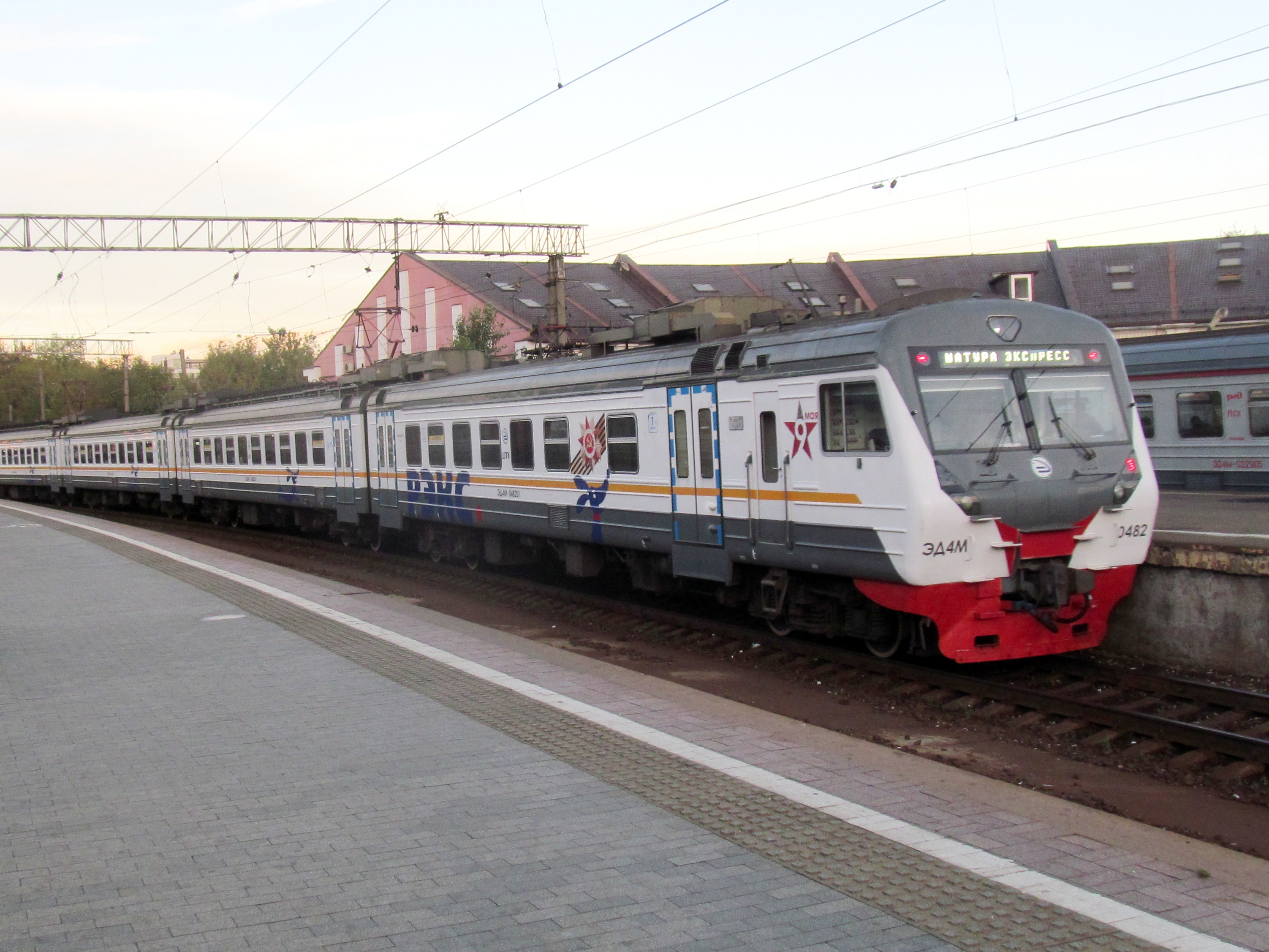
ЭД4М-0482 в бело-серо-жёлтой совмещённой окраске «Наше Подмосковье» и РЭКС
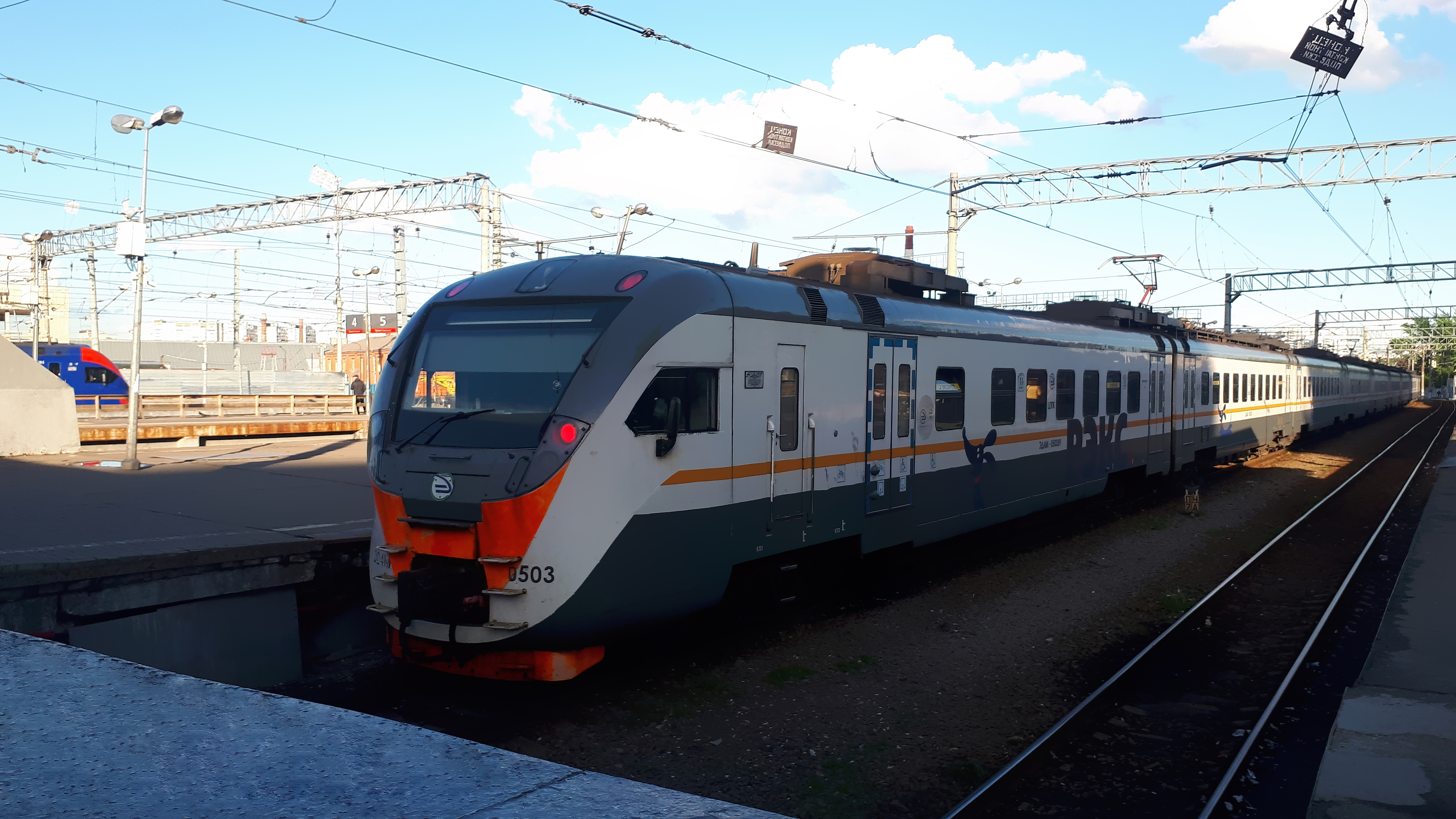
ЭД4М серии 500 на Курском вокзале.

## Показатели деятельности
В 2012 году компания обслужила около 6 миллионов человек.